# Makita 300 1993
Makita 300 1993 var ett race som var den sextonde och sista deltävlingen i PPG IndyCar World Series 1993. Racet kördes den 3 oktober på Laguna Seca Raceway. Paul Tracys säkerhetsbälte sprack under tävlingens andra halva, men mot all logik fortsatte han att köra, och höll sig kvar i både bilen och på banan. Han tog hem sin femte seger för säsongen, och berättade därefter för TV-reportrarna att han hade fått kämpa för att inte bli utkastad från bilen. Emerson Fittipaldi slutade tvåa, medan Arie Luyendyk avslutade sin tid med Chip Ganassi Racing med en tredjeplats. Redan klara mästaren Nigel Mansell drabbades av problem, och fick inga poäng.

## Slutresultat
| Plats | Förare             | Team                     | Grid | Kvaltid  |
| ----- | ------------------ | ------------------------ | ---- | -------- |
| 1     | Paul Tracy         | Marlboro Team Penske     | 2    | 1.11,017 |
| 2     | Emerson Fittipaldi | Marlboro Team Penske     | 1    | 1.10,976 |
| 3     | Arie Luyendyk      | Chip Ganassi Racing      | 5    | 1.11,527 |
| 4     | Scott Goodyear     | Walker Racing            | 9    | 1.11,623 |
| 5     | Al Unser Jr.       | Galles Racing            | 12   | 1.11,962 |
| 6     | Stefan Johansson   | Bettenhausen Motorsports | 7    | 1.11,594 |
| 7     | Bobby Rahal        | Rahal-Hogan Racing       | 10   | 1.11,660 |
| 8     | Teo Fabi           | Hall/VDS Racing          | 11   | 1.11,711 |
| 9     | Mario Andretti     | Newman/Haas Racing       | 6    | 1.11,572 |
| 10    | Robby Gordon       | A.J. Foyt Enterprises    | 14   | 1.12,000 |
| 11    | Raul Boesel        | Dick Simon Racing        | 13   | 1.11,996 |
| 12    | Adrián Fernández   | Galles Racing            | 24   | 1.13,536 |
| 13    | Maurício Gugelmin  | Dick Simon Racing        | 8    | 1.11,611 |
| 14    | Eddie Cheever      | Budweiser King Racing    | 19   | 1.12,999 |
| 15    | Didier Theys       | Paragon Motorsports      | 22   | 1.13,325 |
| 16    | Robbie Buhl        | Dale Coyne Racing        | 25   | 1.13,604 |
| 17    | Mark Smith         | Arciero Racing           | 17   | 1.12,695 |
| 18    | Dominic Dobson     | PacWest Racing           | 29   | 1.14,138 |
| 19    | Hiro Matsushita    | Walker Racing            | 27   | 1.13,983 |
| 20    | Olivier Grouillard | Indy Regency Racing      | 28   | 1.14,137 |
| 21    | Jimmy Vasser       | Hayhoe Racing            | 16   | 1.12,369 |
| 22    | Scott Sharp        | Bettenhausen Motorsports | 23   | 1.13,502 |
| 23    | Nigel Mansell      | Newman/Haas Racing       | 3    | 1.11,336 |
| 24    | Scott Brayton      | Dick Simon Racing        | 15   | 1.12,011 |
| 25    | Scott Pruett       | Pro Formance Motorsports | 18   | 1.12,923 |
| 26    | Christian Danner   | Euromotorsport           | 26   | 1.13,671 |
| 27    | Danny Sullivan     | Galles Racing            | 4    | 1.11,390 |
| 28    | Willy T. Ribbs     | Walker Racing            | 21   | 1.13,215 |
| 29    | Brian Till         | Turley Motorsports       | 20   | 1.13,032 |